# Evenki járás
Az Evenki járás (oroszul: Эвенкийский район) Oroszország Krasznojarszki határterületének egyik járása, különleges jogállású közigazgatási-területi egysége. A 2007. január 1-jén megszűnt Evenki autonóm körzetével azonos területen, a korábbi három járás megszüntetésével egyidejűleg hozták létre. Önkormányzati szempontból egész területe egyetlen önkormányzati járást (муниципальный район) alkot.
A járást a terület őslakosairól, az evenkikről nevezték el. Orosz ismertetések gyakran egyszerűen Эвенкия (Evenkija, vagyis Evenkiföld) néven említik. 
Székhelye Tura, mely légvonalban kb. 1000 km-re van a határterület központjától, Krasznojarszktól.

## Területe, elhelyezkedése
A járás az észak-déli irányban hosszan elnyúló Krasznojarszki határterület középső részén, a Jenyiszejtől keletre helyezkedik el, az é. sz. 59° – 70° és a keleti hosszúság 88° – 108° között. Legnagyobb kiterjedése észak-déli irányban kb. 1500 km, nyugat-keleti irányban 800-850 km. Területe: 767 600 km2, a határterületnek közel egyharmada.
Keleten Jakutfölddel és az Irkutszki területtel, északon a  Krasznojarszki határterület Tajmiri Dolgan–Nyenyec járásával, délen a Bogucsani-, a  Kezsmai-, a Szevero-jenyiszejszkiji járásával és nyugaton a Turuhanszki járásával határos.
A terület nem túl magas, de nehezen járható, mélyen bevágott folyóvölgyekkel tagolt hegyvidék. A Közép-szibériai-fennsík központi térségeit (Sziverma-felföld,  Tunguz-felföld, a Viljuj-felföld egy része), északon a Putorana-fennsík nagy részét foglalja magába. Nagy része tajga (az északi tájak kivételével), kb. egy tizede tundra. 
Legnagyobb folyója az Alsó-Tunguszka, melynek alsó és középső szakasza szeli át a területét, és a Köves-Tunguszka. Nagyobb tavai: a Vivi, a Jesszej, az Agata.

### Éghajlata
Éghajlata szélsőségesen kontinentális. A déli területek kivételével a talaj  tartósan fagyott állapotban van. A leghidegebb téli hónap középhőmérséklete –35–40 °С, a nyári hónapoké 15–20 °С. Az eddig mért legalacsonyabb hőmérséklet –61 °С volt. A fagyos napok száma évente 240–275 között váltakozik.

## Gazdasága
Gazdaságföldrajzi szempontból elmaradott, a fő közlekedési útvonalaktól távol eső körzet. Bár szénből, grafitból, szénhidrogénekből jelentős készleteket rejt a föld, kitermelésük gazdaságosan nem biztosítható. Ezért is készültek a 2000-es években az Alsó-Tunguszkán létesítendő hatalmas vízerőmű és víztározó tervei. 2010-ben azonban az egész tervet félretették, részben a tiltakozások és a gazdasági nehézségek miatt, részben mert előnyt élvezett az Angarán létesítendő vízerőmű építése.

## Népesség
- 2002-ben 17 697 lakosa volt, melynek 61,9%-a orosz (10 958 fő), 21,5%-a evenki (3 802 fő), 5,6%-a jakut (991 fő), 1,2%-a ket (211 fő).
- 2010-ben 16 264 lakosa volt, melynek 59,4%-a orosz (9 662 fő), 22%-a evenki (3 583 fő), 5,8%-a jakut (939 fő), 1,3%-a ket (207 fő).

## Keletkezése, közigazgatás és önkormányzat
A járás mint különleges jogállású közigazgatási egység lényegében a korábbi autonóm körzet helyében jött létre.
Evenkiföld területén a Szovjetunióban 1930. december 30-án alakították meg az Evenki nemzeti körzetet és 1934-ben a Krasznojarszki határterülethez csatolták. Nevét 1978-ban Evenki autonóm körzetre változtatták. A Szovjetunió megszűnése után továbbra is a Krasznojarszki határterülethez tartozott, de – a Tajmiri Dolgan–Nyenyec járáshoz hasonlóan –  az Oroszországi Föderáció egyik szubjektuma lett. Korlátozott hatáskörű, de önálló képviseleti (törvényhozói) szerve volt: a Szuglan (Суглан), amely 1994. június 17-én tartotta első ülését (a választásokat követően) és 2006. december 21-én az utolsót.
A járás a Szuglan által 2006. november 22-én elfogadott, december 4-én életbe lépett törvénnyel keletkezett. A törvény az autonóm körzet három addigi járását megszüntette és helyettük létrehozta az autonóm körzet egész területét átfogó Evenki járást. Néhány héttel később, 2007. január 1-jén maga az autonóm körzet szűnt meg – az előkészítő munka és a 2005-ben megtartott népszavazás eredményeként –, és helyén megmaradt a Krasznojarszki határterület különleges státusú Evenki járása. Ezzel megszűnt a terület addigi autonóm jogállása és vele a parlamentje is. 

### Önkormányzati beosztás
Az Evenki autonóm körzetben 2004. szeptemberben kezdődött az önkormányzati rendszer  kialakítása. Az egész hatalmas területen egyetlen önkormányzati járást hoztak létre, benne számos falusi községgel. Az Evenki autonóm körzet megszűnésével ez az önkormányzati beosztás nem változott.
2011 őszén új önkormányzati beosztás lépett érvénybe. A járás önkormányzati rendszerét továbbra is az egész területre kiterjedő egyetlen járási önkormányzat és annak alárendelve a korábbinál kevesebb, 23 falusi község (сельское поселение) alkotja.